# 히덴하우젠
히덴하우젠(독일어: Hiddenhausen)은 독일 노르트라인베스트팔렌주에 위치한 도시로 면적은 23.87km2, 높이는 92m, 인구는 19,758명(2015년 12월 31일 기준), 인구 밀도는 830명/km2이다. 행정 구역상으로는 데트몰트 현에 속한다.

시 문장